# Secutor

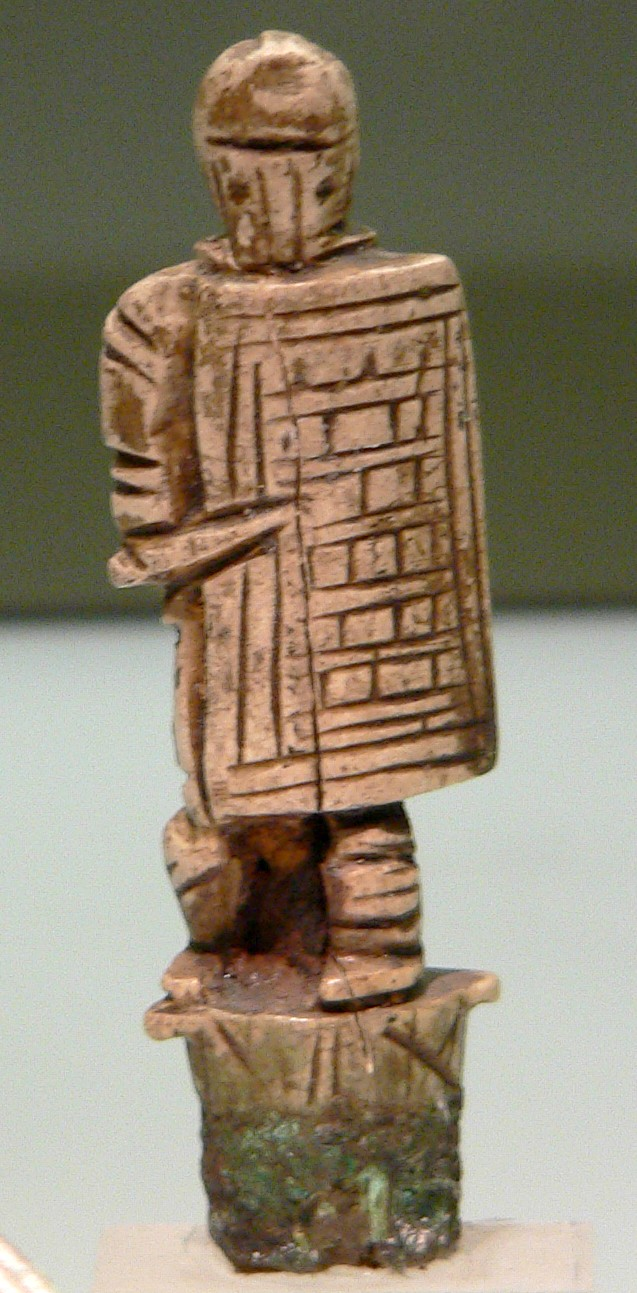
Empuñadura de marfil de un cuchillo tallada con la forma de un secutor. Se pueden apreciar el escudo, el casco y la espada característicos.

Un secutor  era un tipo de gladiador de la Antigua Roma. Se cree que surgió alrededor del 50 d. C.; el secutor (perseguidor) estaba equipado de manera similar al mirmilón y, al igual que este, se protegía con un pesado escudo rectangular. Portaba un gladio (espada corta) o un pugio (daga corta). El pesado secutor estaba especialmente entrenado para luchar contra el ligero reciario, escasamente protegido y armado con red lastrada y tridente.
Su armamento lo convertía en una fortaleza y consistía en:
- Una espada corta (gladius), más tarde una espada larga pesada llamada spatha.
- Un escudo rectangular similar al de los legionarios llamado «scutum».
- Un casco esférico cerrado.

El equipo se completaba con subligaculum (taparrabos), balteo (cinturón ancho de cuero), manica (protector de cuero y metal) en el brazo derecho, ocrea (una greba pequeña) en la pierna izquierda. El casco del secutor, muy característico, era totalmente cerrado con solo dos agujeros redondos para los ojos, para evitar que el tridente del reciario le atravesara la cara, y su parte superior carecía de adornos para evitar enganches con la red. Debido al peso y la falta de espacio en el casco, el secutor tenía que ganar rápidamente para no caer exhausto o desmayado debido a la constricción respiratoria y el pesado armamento.

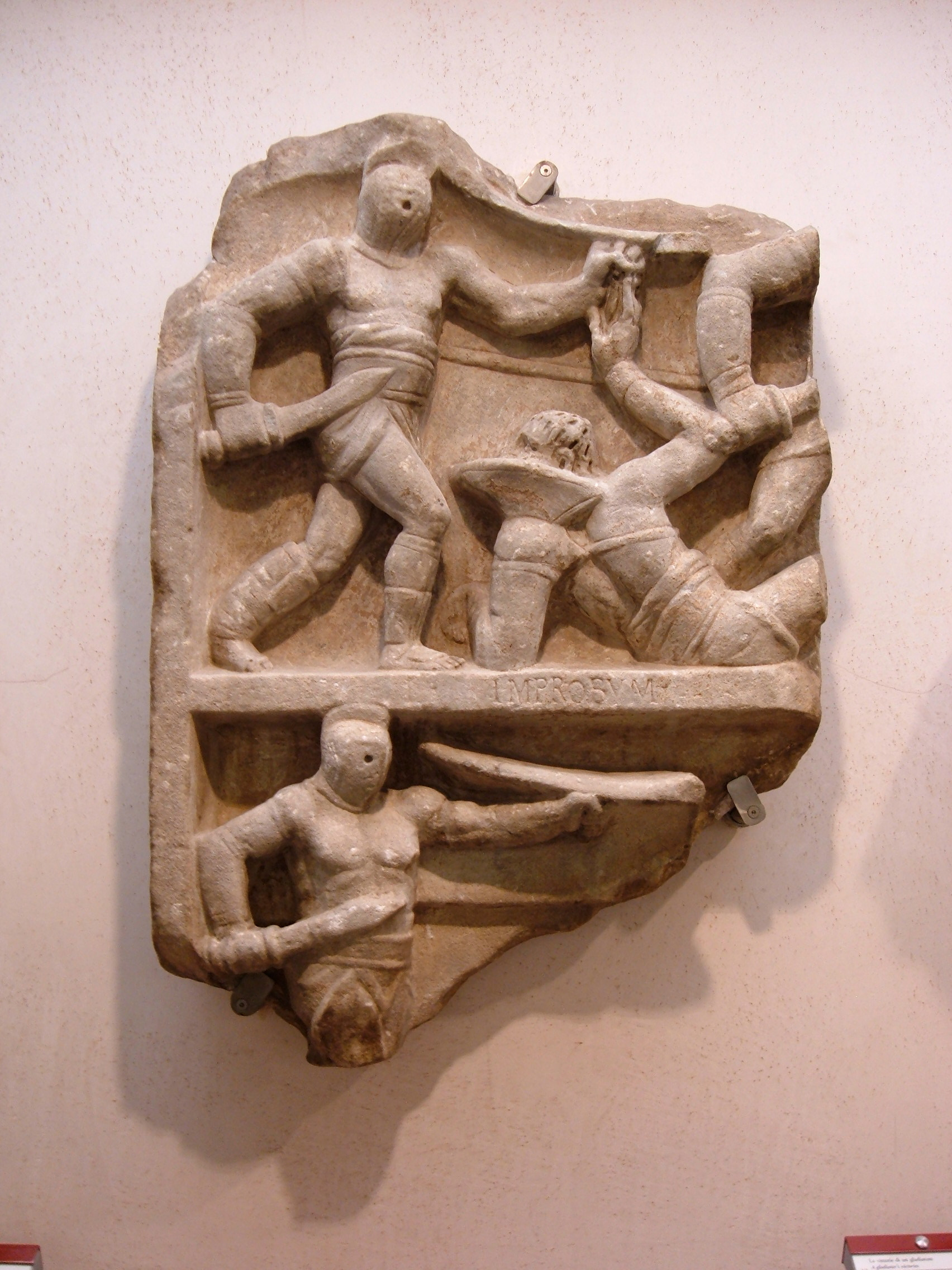
Relieve romano con gladiadores. Un secutor, de pie, lucha contra un reciario, caído en el suelo.

El secutor estaba especialmente entrenado para enfrentarse contra el reciario (un tipo de gladiador armado con un tridente y una red) ya que su armamento tenía pocos lugares donde pudiera engancharse la red. Pero el mayor problema de un secutor era que todo el armamento pesaba entre 15 y 18 kg, lo cual provocaba que el secutor se cansara rápidamente. Los otros gladiadores a la larga descubrieron que la mejor forma de enfrentarse a un secutor era mantenerlo en movimiento hasta agotarlo.
La lucha dramatizaba un encuentro entre el pescador (reciario) y el pez (secutor). Isidoro de Sevilla notó una asociación entre el reciario con Neptuno, el dios del agua, y el secutor con Vulcano, el dios del fuego. Razona que esto es porque el fuego es un perseguidor, y el fuego y el agua siempre están en desacuerdo.

## Secutores famosos
Flama
Sirio, muerto a los treinta años, después de haber luchado treinta y cuatro combates, ganando veintiuno, empatando nueve y necesitando missio (ser perdonado) solo cuatro veces. Flamma también recibió cuatro veces la recompensa más alta, un rudis (gladio de madera), que iba acompañada de la oportunidad de dejar de ser gladiador. En cada ocasión rechazó la oferta y continuó su carrera.
Cómodo
El emperador romano Cómodo luchó como secutor y salió a la arena setecientas treinta y cinco veces. Sus victorias eran a menudo bien recibidas por sus oponentes vencidos, ya que llevar cicatrices infligidas por un emperador se consideraba señal de fortaleza. Los oponentes de Cómodo siempre se rendían al ser vencidos. Cómodo nunca mató a sus adversarios gladiadores, sino que aceptó sus rendiciones.
La época de Cómodo como gladiador fue mal recibida por el público romano. Según Herodiano, los espectadores pensaban que era impropio de un emperador tomar las armas en el anfiteatro por diversión cuando podía estar haciendo campaña contra los bárbaros y otros enemigos de Roma. El consenso era que participar como gladiador estaba por debajo de su cargo.
Tras la muerte de Cómodo en 192 d. C., el Senado romano impuso la damnatio memoriae sobre su persona. Como resultado de esta condena, según Dion Casio, el pueblo de Roma no se refería a Cómodo por su nombre o como emperador tras su muerte. De manera denigrante, se referían a él como "el gladiador" o "el auriga".